# Тарн (річка)
Тарн (фр. Tarn) — річка на півдні Франції, права притока Гаронни. Довжина 380,6 км, площа басейну — 15,7 тис. км². Протікає переважно на захід. 

## Гідрографія
Тарн бере свій початок у Севеннах, на горі Лозер у департаменті Лозер на висоті 1 550 метрів над рівнем моря. Прорізає плато Косс, складене вапняками, утворюючи ущелину Горж-дю-Тарн глибиною до 500 м. У нижній течії виходить на рівнину, впадає до Гаронни біля Кастельсарразен в департаменті Тарн і Гаронна. Вище за містом Альбі на Тарні розташований водоспад Сабо. 
Середня витрата води близько 140 м³/с. Для Тарна характерні весняні паводки, влітку бувають дощові паводки. Річка відома своїми катастрофічними повенями. У ході відомої повені 1930 року рівень води у Тарні в районі Монтобана піднявся на 17 метрів, причому витрата води становила 7 000 м³/с. В результаті повені були зруйновані тисячі будинків, близько 300 чоловік загинули.

## Господарське використання
У нізовьях річка судноплавна. На річці збудований ряд гідроелектростанцій. На річці розташовані міста Монтобан, Альбі, Мійо та ін. Через Тарн перекинутий віадук Мійо — вантовий міст, найвищий транспортний міст у світі.